# Liste der Wappen im Main-Kinzig-Kreis
Diese Liste zeigt die Wappen der Städte und Gemeinden sowie Wappen von ehemals selbstständigen Gemeinden und aufgelösten Landkreisen im Main-Kinzig-Kreis in Hessen.
In dieser Liste werden die Wappen mit dem Gemeindelink angezeigt.

Wappen des Main-Kinzig-Kreises[1]
Lage des Main-Kinzig-Kreises in Hessen
Lage des Main-Kinzig-Kreises in Deutschland

## Wappen der Städte und Gemeinden
- Stadt
Bad Orb
- Stadt
Bad Soden-Salmünster
- Gemeinde
Biebergemünd
- Gemeinde
Birstein
- Gemeinde
Brachttal
- Stadt
Bruchköbel
- Stadt
Erlensee
- Gemeinde
Flörsbachtal
- Gemeinde
Freigericht
- Kreisstadt
Gelnhausen
- Gemeinde
Großkrotzenburg
- Gemeinde
Gründau
- Gemeinde
Hammersbach
- Stadt
Hanau
- Gemeinde
Hasselroth
- Gemeinde
Jossgrund
- Stadt
Langenselbold
- Gemeinde
Linsengericht
- Stadt
Maintal
- Gemeinde
Neuberg
- Stadt
Nidderau
- Gemeinde
Niederdorfelden
- Gemeinde
Rodenbach
- Gemeinde
Ronneburg
- Stadt
Schlüchtern
- Gemeinde
Schöneck
- Gemeinde
Sinntal
- Stadt
Steinau an der Straße
- Stadt
Wächtersbach

## Wappen ehemaliger Landkreise

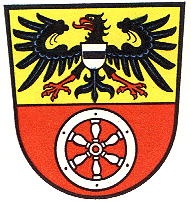
Landkreis Gelnhausen
Landkreis Hanau[3]
Landkreis Schlüchtern[4]

## Wappen ehemaliger Städte und Gemeinden

Stadt Bad Orb
Stadt Bad Soden-Salmünster
Gemeinde Linsengericht
Ortsteil Altenhaßlau
Gemeinde Biebergemünd Ortsteil Bieber[5]
- Stadt Maintal
Ortsteil Bischofsheim[6]
- Stadt Schlüchtern
Ortsteil Breitenbach[7]
Gemeinde Schöneck Ortsteil Büdesheim[8]
Stadt Bruchköbel Ortsteil Butterstadt[9]
Stadt Maintal
Ortsteil Dörnigheim

Gemeinde Linsengericht Ortsteil Altenhaßlau
Gemeinde Biebergemünd Ortsteil Bieber
Stadt Nidderau Ortsteil Eichen
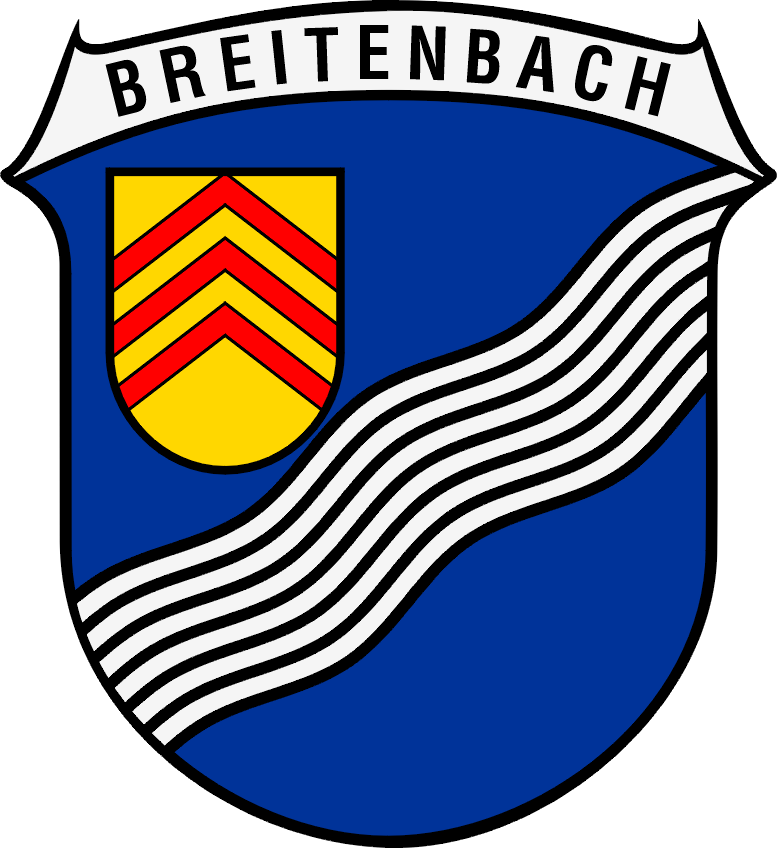
Stadt Nidderau Ortsteil Erbstadt
Gemeinde Schöneck Ortsteil Büdesheim
Stadt Hanau Ortsteil Großauheim
Stadt Nidderau Ortsteil Heldenbergen
Stadt Maintal Ortsteil Hochstadt
Stadt Schlüchtern Ortsteil Hutten[10]
Stadt Hanau Ortsteil Kesselstadt
Stadt Nidderau Ortsteil Heldenbergen
Stadt Maintal Ortsteil Hochstadt
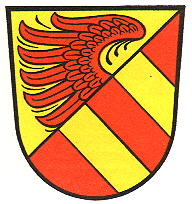
Stadt Schlüchtern Ortsteil Hutten
Stadt Hanau Ortsteil Kesselstadt
Gemeinde Schöneck Ortsteil Kilianstädten
Stadt Hanau Ortsteil Klein-Auheim
Stadt Erlensee Ortsteil Langendiebach
Gemeinde Hammersbach Ortsteil Marköbel
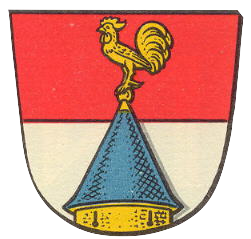
Stadt Gelnhausen Ortsteil Meerholz
Stadt Hanau Ortsteil Mittelbuchen
Gemeinde Hasselroth Ortsteil Neuenhaßlau
Stadt Bruchköbel Ortsteil Niederissigheim
Gemeinde Rodenbach Ortsteil Niederrodenbach
Gemeinde Schöneck Ortsteil Oberdorfelden
Stadt Bruchköbel Ortsteil Oberissigheim
Gemeinde Rodenbach Ortsteil Oberrodenbach
Stadt Nidderau Ortsteil Ostheim
Stadt Bruchköbel Ortsteil Roßdorf
Stadt Erlensee Ortsteil Rückingen
Gemeinde Neuberg Ortsteil Rüdigheim
Stadt Hanau Ortsteil Steinheim
Gemeinde Freigericht Ortsteil Somborn
Stadt Maintal Ortsteil Wachenbuchen
Stadt Nidderau Ortsteil Windecken
Stadt Hanau Ortsteil Wolfgang
Gemeinde Schöneck Ortsteil Kilianstädten
- Stadt Hanau
Ortsteil Klein-Auheim
- Stadt Erlensee
Ortsteil Langendiebach
Gemeinde Hammersbach
Ortsteil Marköbel
Stadt Gelnhausen Ortsteil Meerholz[11]
- Stadt Hanau
Ortsteil Mittelbuchen[12]
Gemeinde Hasselroth
Ortsteil Neuenhaßlau
- Stadt Bruchköbel
Ortsteil Niederissigheim
Gemeinde Rodenbach
Ortsteil Niederrodenbach
Gemeinde Schöneck
Ortsteil Oberdorfelden
Stadt Bruchköbel
Ortsteil Oberissigheim
Gemeinde Rodenbach Ortsteil Oberrodenbach
- Stadt Nidderau
Ortsteil Ostheim
- Stadt Bruchköbel
Ortsteil Roßdorf
- Stadt Erlensee
Ortsteil Rückingen
Gemeinde Neuberg
Ortsteil Rüdigheim
Stadt Hanau
Ortsteil Steinheim
Gemeinde Freigericht
 Ortsteil Somborn[13]
Stadt Maintal
Gemeinde Neuberg
Ortsteil Wachenbuchen[14]
Stadt Nidderau
Gemeinde Niederdorfelden
Gemeinde Rodenbach
Gemeinde Ronneburg
Ortsteil Windecken
Stadt Hanau
Gemeinde Schöneck
Gemeinde Sinntal
Stadt Steinau an der Straße
Stadt Wächtersbach
Ortsteil Wolfgang

## Blasonierungen
1. ↑  Landkreiswappen: „Geteilt und halbgespalten: Oben in Rot ein aus einem silbernen Wellenschildfuß wachsender, golden bewehrter, silberner Schwan; unten vorn in Gold ein rot bewehrter schwarzer Adler mit einem silbernen Brustschild mit schwarzem Balken; unten hinten in Rot zwei goldene Schrägbalken.“
2. ↑  Landkreis Gelnhausen: „Im Geteilt von Gold und Rot; oben ein rot bewehrter schwarzer Adler mit silbernem Brustschild, darin ein schwarzer Balken, unten ein sechsspeichiges silbernes Rad.“
3. ↑  Landkreis Hanau: „In einem von Rot und Gold geteilten Schild oben ein wachsender silberner, gold bewehrter Schwan, unten ein blauer Wellen-Schräglinksbalken.“
4. ↑  Landkreis Schlüchtern: „Das Wappen des Landkreis Schlüchtern ist in vier Teile eingeteilt. Oben links sind auf goldenem Hintergrund drei rote Sparren. Auf der oberen rechten Seite befindet sich auf blauem Hintergrund ein acht mal in Silber und Rot geteilter Löwe mit goldener Krone. Unten links ist ein durchgehendes schwarzes Kreuz. Der vierte Teil, unten rechts, ist viermal schrägrechts mit Rot und goldenen Streifen geteilt.“
5. ↑  Bieber: „Schild durch Wellenschnitt von Gold und Rot geteilt, oben ein blaubewehrter roter Biber, unten zwei gekreuzte silberne Hämmer.“
6. ↑  Bischofsheim: „Schild im Verhältnis 3:1 gespalten: Vorn in Rot zwei ineinandergreifende silberne Zahnradkränze übereinander, hinten in Silber ein grüner Schilfstengel mit grünen Blättern und schwarzem Kolben.“
7. ↑  Breitenbach: „In Blau ein silberner, schräglinks gerichteter Wellenbalken, oben in goldenem Schild drei rote Sparren.“
8. ↑  Büdesheim: „Von Gold und Rot geteilt, oben ein wachsender rot-gekröter und rot-bewehrter schwarzer Adler, unten ein goldener Dreispitzbalken (Zickzackbalken).“
9. ↑  Butterstadt: „In Gold drei rote Sparren belegt mit einem schwarzen Antoniuskreuz.“
10. ↑  Hutten: „Im schräglinks geteilten Schild oben vorn in Gold ein roter Schwanenflügel und unten hinten in Rot zwei goldene Balken.“
11. ↑  Meerholz: „In einem von rot und weiß geteilten Schild ein spitzer blauer Turmhelm über goldenem Mauerwerk mit zwei schwarzen Schlüsselschießscharten, bekrönt von einem goldenen Hahn.“
12. ↑  Mittelbuchen: „In Gold eine grüne Buche zwischen den schwarzen Buchstaben M und B.“
13. ↑  Somborn: „In Silber ein gradarmiges schwarzes Tatzenkreuz, kreuzweise belegt mit einem blauen Schlüssel und einem blauen Schwert.“
14. ↑  Wachenbuchen: „In Blau eine silberne Buche.“